# Saint Luke's Tower
La Saint Luke's Tower (en japonés: 聖 路加 タ ワ ー, en Hepburn: Sei Ruka Tawā) es un rascacielos posmodernista ubicado en Chūō, Tokio, Japón. 

## Características
La Saint Luke's Tower fue diseñada por la empresa Nikken Sekkei, que también diseñó el Bank of China Tower en Shanghái y el Tokyo Skytree (la torre más alta del mundo). La Saint Luke's Tower es un edificio de oficinas de 221 metros y 51 pisos, cuya construcción comenzó en 1990 y terminó en 1994. Una pasarela de 24 con un sistema antisísmico lo conecta con una torre residencial más pequeña a 110 metros del suelo.